# Роман Глебович (князь рязанский)

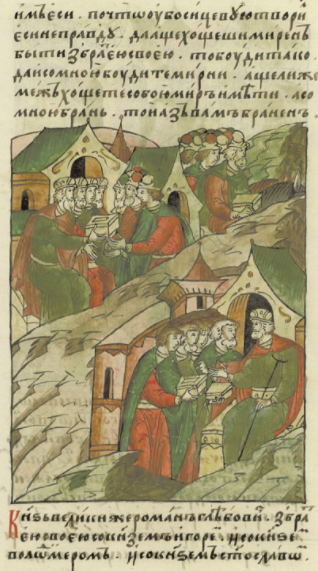
Роман, Игорь, Владимир, Святослав Глебовичи примиряются с Всеволодом Юрьевичем

Роман Глебович (ум. 1216) — великий князь Рязанский (1180—1207), зять и сторонник Святослава Всеволодовича черниговского и киевского. Пытался сконцентрировать власть, подавив самостоятельность Пронска, боролся против Всеволода Большое Гнездо за независимость Рязанского княжества, умер во владимирской тюрьме.

## Биография
В начале 1177 года вместе с отцом, Глебом Ростиславичем потерпел поражение в битве на р. Колокше, попал в плен к князю Всеволоду Большое Гнездо, который посадил их во Владимире в поруб. Отец Романа, не выдержав заключения, умер в тюрьме в том же году, а сам Роман, пробыв в тюрьме 2 года, поклялся Всеволоду в верности и был отпущен на княжение в Рязань.
Вернувшись домой, Роман стал «уимать волости» у своих братьев, пронских князей. Те обратились за помощью к Всеволоду, который быстро подошёл с войском к Рязани, разбив сторожевой отряд Романа Глебовича. Сам рязанский князь бежал к половцам, оставив в Рязани своих младших братьев, Игоря и Святослава.

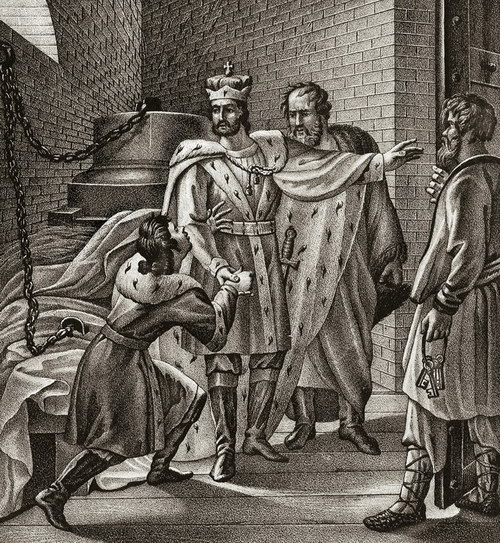
Роман Рязанский умоляет Всеволода Большое гнездо освободить его из темницы

Через некоторое время Роман вынужден был заключить мир с Всеволодом «по всей его воле» и Всеволод в 1180 г. разделил Рязанскую землю между Глебовичами по старшинству, после чего Роман Глебович вновь сел на великокняжеский стол в Рязани. Святослав Киевский предпринял поход против Всеволода (который за несколько лет до этого пришёл к власти с его помощью) в поддержку своего зятя (Роман был женат на его дочери), проник вглубь Суздальской земли, но ушёл без боя и тем самым не смог изменить положения дел.
В 1183 году ходил с Всеволодом на волжско-камских булгар.
В 1186 году в союзе с братьями Игорем и Владимиром взял Пронск, но вскоре был выгнан оттуда Всеволодом Большое Гнездо.
В 1196 г. ходил против Ольговичей к Чернигову вместе c Всеволодом, а в 1205 г.— против половцев. «Резанские князи ходили к Дону на половцев и, взяв станы их, со множеством плена и скота возвратились». По сообщению Летописца Переяславля Суздальского, «…Роман Рязанский князь с братиею ходиша на Половци. И поможе им Бог и св. Богородица, губиша множество Половець, а иных множество к себе приведоша и коней, и волов, и овец, а христиан не мало отполониша и пустиша их в свояси. Се же бысть месяца Априля страстные недели в среду».
В 1207 году племянники Романа, Глеб и Олег Владимировичи, донесли Всеволоду о якобы имевшемся союзе рязанских князей с черниговскими, направленном против великого князя.
На основании этого доноса Всеволод вызвал к себе Романа и Святослава и после суда заключил их в темницу.

## Дата смерти
В 1212 году Лаврентьевская летопись сообщает об освобождении рязанских князей из плена и смерти Романа Глебовича: «того же лета Гюрги Всеволодичь высажа ис погреба князи рязанстии и дружину их: седоша бо лет 6, Роман ту и умре. Гюрги же, одарив их золотом, и сребром, и коньми и дружину их такоже одари, утвердився с ними крестным целованием, пусти их въсвояси». Однако, по мнению российского историка Татищева В. Н., Роман Глебович умер в 1216 г. от длительной болезни, и съезд в Исадах (1217) был созван для распределения уделов после его смерти. Л. Войтович также придерживается версии, что Роман Глебович умер в 1216 году во владимирском плену. Однако, обе версии, датирующие смерть Романа 1216 годом, отсчитывают 6 лет плена от 1210 года, под которым пленение рязанских князей указано в Новгородской летописи. В то время как согласно исследованию Бережкова Н. Г., поход Всеволода Большое Гнездо на Рязань произошёл в 1207 году.

## Семья
Отец: Глеб Ростиславич (ум. 1178) — князь рязанский (1145—1177 с перерывами).
Мать: Евфросинья Ростиславна (ум. 1179) — дочь Ростислава Юрьевича.
Братья и сёстры
- Андрей? (ум. до 1186) — упомянут единственный раз перед Романом Глебовичем в летописном известии 1184 года, хотя Роман был рязанским князем с 1178 до 1207 года.
- Игорь (ум. 1195) — удельный рязанский князь.
- Феодосья — замужем за Мстиславом Храбрым[6]
- Владимир (ум. после 1186) — князь пронский (1180—до 1186).
- Всеволод (ум. 1207) — князь пронский (до 1186, 1188—1207) и коломенский (1186—1188).
- Святослав (ум. после 1207) — удельный пронский князь.
- Ярослав (ум. после 1199) — рязанский князь.

Жена: дочь Святослава Всеволодовича Черниговского и Киевского. Брак заключен до 1180 года.
Потомства не оставил.